# Bydgoszcz Ignacy Jan Paderewski repülőtér
A Bydgoszcz Ignacy Jan Paderewski repülőtér (IATA: BZG, ICAO: EPBY) Lengyelország egyik nemzetközi repülőtere, amely Szwederowo közelében található. Éves utasforgalma 413 245 fő (2018).

## Légitársaságok és úticélok
2023-ban a Bydgoszcz Ignacy Jan Paderewski repülőtérről az alábbi járatok indulnak:
| Légitársaság     | Célállomások                                                      |
| ---------------- | ----------------------------------------------------------------- |
| Buzz             | Szezonális charter: Burgas, Rhodes, Heraklion                     |
| Enter Air        | Szezonális charter: Antalya, Burgas, Heraklion, Rhodes, Zakynthos |
| LOT              | Varsó–Chopin Szezonális: Krakkó                                   |
| Pegasus Airlines | Szezonális charter: Antalya                                       |
| Ryanair          | Birmingham, Bristol, Dublin, London–Luton, London–Stansted        |
| Wizz Air         | London–Luton                                                      |

## Futópályák
A repülőtér futópályái:
- 08/26 (2500 m, 60 m, aszfalt)
- 12/30 (650 m, 107 m, fű)
- 03/21 (590 m, 107 m, fű)

## Forgalom
Az utasforgalom az elmúlt években az alábbi módon változott:
| Utasok száma |      |      | 5340 | 13 408 | 38 682 | 264 529 | 328 099 | 318 817 | 413 245 | 2392 |
|              | 1993 | 1996 | 1999 | 2002   | 2005   | 2009    | 2012    | 2015    | 2018    | 2021 |